# Passerculus sanctorum
Passerculus sanctorum, "sanbenitosparv", är en fågelart i familjen amerikanska sparvar inom ordningen tättingar.

## Utbredning och systematik
Taxonet förekommer endast i den lilla ögruppen San Benito utanför västra Baja California. Den betraktas oftast som en underart av grässparv (Passerculus sandwichensis), men urskiljs sedan 2016 som egen art av Birdlife International och IUCN.

## Status
Den kategoriseras av IUCN som nära hotad.